# سیارک ۱۴۵۷۳۲
سیارک ۱۴۵۷۳۲ (به انگلیسی: 145732 Kanmon، نامگذاری:1995DH1) صد و چهل و پنج هزار و هفتصد و سی و دومین سیارک کشف شده‌است که در ۲۱ فوریه ۱۹۹۵ کشف شد.